# Szejk Tusi
Abu Dżafar Muhammad Ibn Hassan Tusi (pers. ابوجعفر محمد بن حسن طوسی), potocznie zwany Szejkiem Tusi (pers. شیخ طوسی), Szejk al-Taʾifah (arab. ‏شيخ الطائفة‎) (ur. około 995 w Tus, zm. 2 grudnia 1067 w Nadżafie) – perski uczony muzułmański, szyita, autor znanych i wysoko cenionych przez szyitów zbiorów tradycji pt. „Tahdhib al-Ahkam” i „Al-Istibsar” będących częścią czterech głównych prac-zbiorów hadisów islamu szyickiego.
Szejk Tusi urodził się w starożytnym mieście Tus, na terenie dzisiejszego Iranu. Następnie udał się do Bagdadu, pod panowaniem Bujidzów, aby pogłębiać i przekazywać islamską wiedzę. Po złupieniu miasta przez Seldżukidów i utracie wielu dzieł, Tusi udał się do Nadżafu, gdzie założył seminarium teologiczne, późniejszego duchowego miasta szyitów. Tam też zmarł 2 grudnia 1067.
Autor wielu zaginionych i zniszczonych (w najeździe Seldżukidów) prac, polemik i rozpraw. Jako usulita prowadził intensywne debaty z achbarystami w obrębie szkoły dżafaryckiej.